# Panellus bambusarum
Panellus bambusarum är en svampart som beskrevs av Corner 1986. Panellus bambusarum ingår i släktet Panellus och familjen Mycenaceae.   Inga underarter finns listade i Catalogue of Life.